# Sulfinpirazone
Il  sulfinpirazone  è il principio attivo di indicazione specifica trattamento della profilassi post-infarto.

## Indicazioni
È utilizzato come medicinale in cardiologia nella previdenza delle complicanze cardiache in special modo dell'infarto miocardico acuto.
Il Sulfinpirazone è usato anche nel trattamento dell'iperuricemia e della gotta cronica data la sua attività uricosurica,infatti tale farmaco inibisce,per competizione,il processo attivo di scambio anionico nel tubulo contorto prossimale prevenendo il riassorbimento dell'acido urico.

## Controindicazioni
Controindicata in caso di continue perdite di sangue e sconsigliata durante l'allattamento.

## Dosaggi
- Profilassi post infarto miocardico acuto, 600–800 mg al giorno

## Farmacodinamica
Il sulfinpirazone inibisce il riassorbimento tubulare dell’acido urico, la cui escrezione renale viene quindi aumentata.
L’effetto uricosurico del sulfinpirazone, somministrato per bocca si prolunga fino a 10 ore.
Inoltre, il sulfinpirazone influenza le interazioni fra le piastrine del sangue ed i vasi sanguigni riducendo l’adesività e l’aggregazione delle piastrine in vari modelli in vivo, ex vivo, e in vitro ed inibendo la reazione di rilascio delle piastrine in certe malattie vascolari (per es. arteriosclerosi).
Probabilmente è importante in questo contesto la capacità del sulfinpirazone di interferire con la sintesi delle prostaglandine da parte delle piastrine.
Nell’uomo, l’inibizione dell’aggregazione piastrinica è più prolungata del periodo di circolazione del sulfinpirazone nel plasma; questa attività prolungata può essere ascritta al metabolita del sulfinpirazone escreto lentamente.

## Effetti indesiderati
Alcuni degli effetti indesiderati sono ipotensione, cefalea, dolore toracico, bradicardia, nausea, vomito, febbre, iperuricemia, affaticamento, rash.